# Gab
Gab is een Engelstalige sociaalnetwerksite uit San Mateo, Californië bekend van het relatief grote aandeel rechts-conservatieve gebruikers.
Gab werd opgericht op 15 augustus 2016 door Andrew Torba omdat hij vond dat de al bestaande sociaalnetwerksites te links waren nadat hij had gelezen dat Facebook conservatieve (rechtse) nieuwsberichten en Twitter conservatieve en alt-right-accounts had verwijderd. Op de site kunnen gebruikers multimediaberichten van maximaal 300 tekens lezen en schrijven, "gabs" genoemd. De site wordt gepresenteerd als een "alternatief voor Twitter vanwege de censuur op dit sociale netwerk". Gab beweert dat het "voor vrijheid van meningsuiting pleit". Gab is populair bij de gebruikers die van andere sociale netwerken zijn verwijderd. Gab is een van de verschillende alternatieve sociale-mediaplatforms, waaronder Minds, MeWe, Parler en BitChute, die populair zijn bij mensen die zijn verbannen van de reguliere netwerken zoals Twitter, Facebook, YouTube, Reddit en Instagram.